# Соломон, Соломон Джозеф
Соломон Джозеф Соломон (англ. Solomon Joseph Solomon; 1860, Лондон — 1927, Бирчингтон) — британский художник, один из основателей Нового английского художественного клуба, член Королевской академии художеств, президент Королевского общества британских художников (1919—1927). В годы Первой мировой войны, несмотря на возраст (за 50), служил в армии (наблюдателем и техническим советником) и внёс заметный вклад в развитие камуфляжа крупных объектов.

## Биография
Соломон родился 16 сентября 1860 года в Лондоне. Учился в разных местах: в Школе изящных искусств Хитерли, в школах при Королевской академии художеств (позже стал её членом), окончил Мюнхенскую академию художеств и Парижскую Национальную высшую школу изящных искусств, где его учителем был известный академист Александр Кабанель.
Первая выставка работ Соломона состоялась в 1881 году. В 1886 году он стал одним из основателей Нового английского художественного клуба. В 1896 году стал ассоциированным членом Королевской академии художеств, а в 1906 году — полноправным. С 1919 года и до самой своей смерти был президентом Королевского общества британских художников.
Соломон Соломон скончался 27 июля 1927 года в городке Бирчингтон, графство Кент. Похоронен на Еврейском кладбище Виллесден в Лондоне.

### Семья
Соломон родился в еврейской семье. Его сестра, Лили Делисса Джозеф (фамилия по мужу) также стала художницей. Супруга — Элла Соломон (ум. 1957), дочь — Ирис, вышла замуж за Ивена Монтегю, одного из организаторов операции «Мясной фарш». Племянник Соломона — американский драматург Мосс Харт.

## Работы
Основное влияние на стиль творчества Соломона оказал его учитель Александр Кабанель, но также Соломон не отрицал, что ещё на него повлияли работы художников Фредерика Лейтона и Лоуренса Альма-Тадемы. Поначалу Соломон писал портреты, чтобы заработать себе на пропитание, затем также стал писать драматические картины на мифологическую и библейскую тематику на больших холстах.
Среди самых известных картин Соломона можно отметить полотно «Самсон и Далила» (1887), которое привлекло внимание критиков изображением нескольких почти обнажённых мужчин, запечатлённых в весьма активных позах. Эта работа находится на постоянной экспозиции в художественной галерее «Уокер» в Ливерпуле. Также положительных отзывов удостоились «Аякс и Кассандра» (1886), экспонируется в Художественной галерее Балларата, Балларат, Австралия; «Дыхание любви» (1896). Большинство же работ художника находится в частных коллекциях.
Соломон приобрёл известность как портретист, работающий в нестандартной манере. К таким его работам можно отнести, например, портрет актрисы «Миссис Патрик Кэмпбелл в роли Полы Танкерей» (1894). Многие известные современники заказывали у Соломона свои портреты: архитектор Астон Уэбб, король Георг V, королева Мария Текская, принц Дэвид, химики Людвиг Монд и Рафаэль Мелдола, политик Джеймс Рамсей Макдональд, писатель Джером Клапка Джером.
В 2009 году картина Соломона Соломона «Ева» была продана на аукционе Кристис за 1 167 128 долларов.

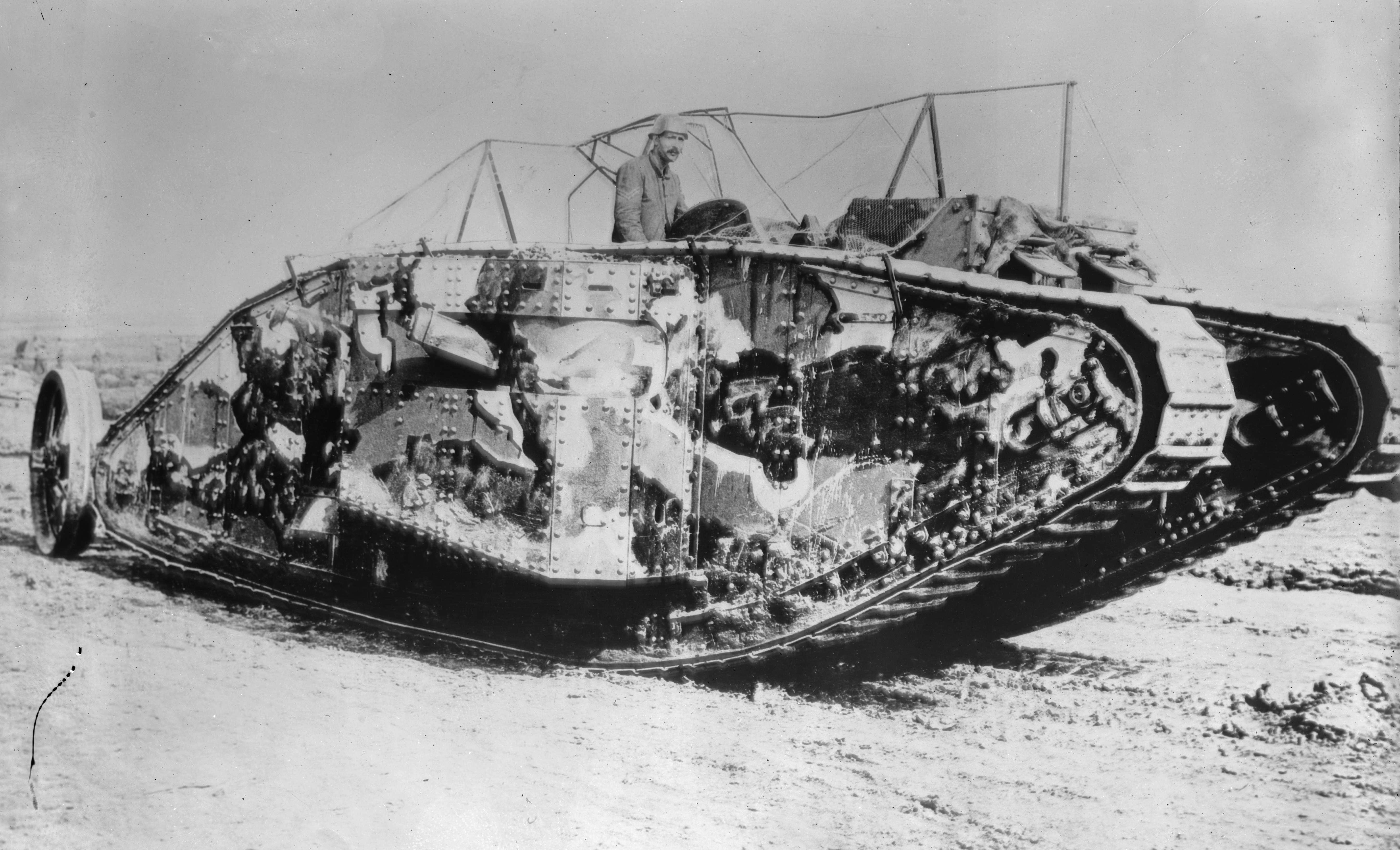
Танк «Марк I» в камуфляжной раскраске Соломона, 1916 год.

## Маскировщик
С началом Первой мировой войны 54-летний Соломон ушёл служить в звании рядового, числился в добровольческом подразделении «Художники-стрелки». Он сразу же начал продвигать свои идеи о маскировке на войне сначала в прессе, затем напрямую высоким армейским чинам. В декабре 1915 года генерал Герберт Пламер пригласил Соломона во Францию, в Артуа, чтобы тот на месте исследовал вопрос, как использует камуфляж французская армия, после чего ему было дано задание немедленно начать производство маскировочных объектов во Франции. 31 декабря того же года Верховный главнокомандующий Британскими Экспедиционными Силами во Франции Дуглас Хейг сообщил, что Соломону Соломону временно присвоено звание подполковник для беспрепятственной возможности выполнять свои новые обязанности.
Первым заданием новообразованного подразделения стало обустройство укреплённых наблюдательных пунктов, замаскированных под деревья. За образец для подражания были взяты работы в этом направлении французского художника Люсьен-Виктора Жирана де Сциволы. 22 марта 1916 года первый британский пункт такого рода был готов. Тем не менее столь высокое воинское звание не подошло Соломону: он был хорошим исполнителем художественных и технических заданий по оборудованию фальш-деревьев и сетей, но плохим командиром, поэтому тогда же, в марте 1916 года, был лишён звания подполковника, а взамен получил должность технического советника, что подошло ему гораздо лучше. В мае того же года Соломон был отправлен в Англию с заданием заняться камуфлированием танков. Сам он сомневался в полезности этой затеи, хотя бы потому, что танки отбрасывают крупные тени, а предлагал камуфлировать их маскировочными сетями, утверждая, что немецкие войска подобными сетями накрывают целые армии. Однако маскировочные сети не вызвали интереса у командования и практически не производились до 1917 года. В декабре 1916 года Соломон основал «школу камуфляжа» в лондонском Гайд-парке, позднее она отошла армии. В 1920 году Соломон опубликовал книгу «Стратегический камуфляж», в которой рассказывал обо всём этом: произведение было высмеяно английскими критиками, но нашло поддержку в нескольких немецких газетах.

## Галерея

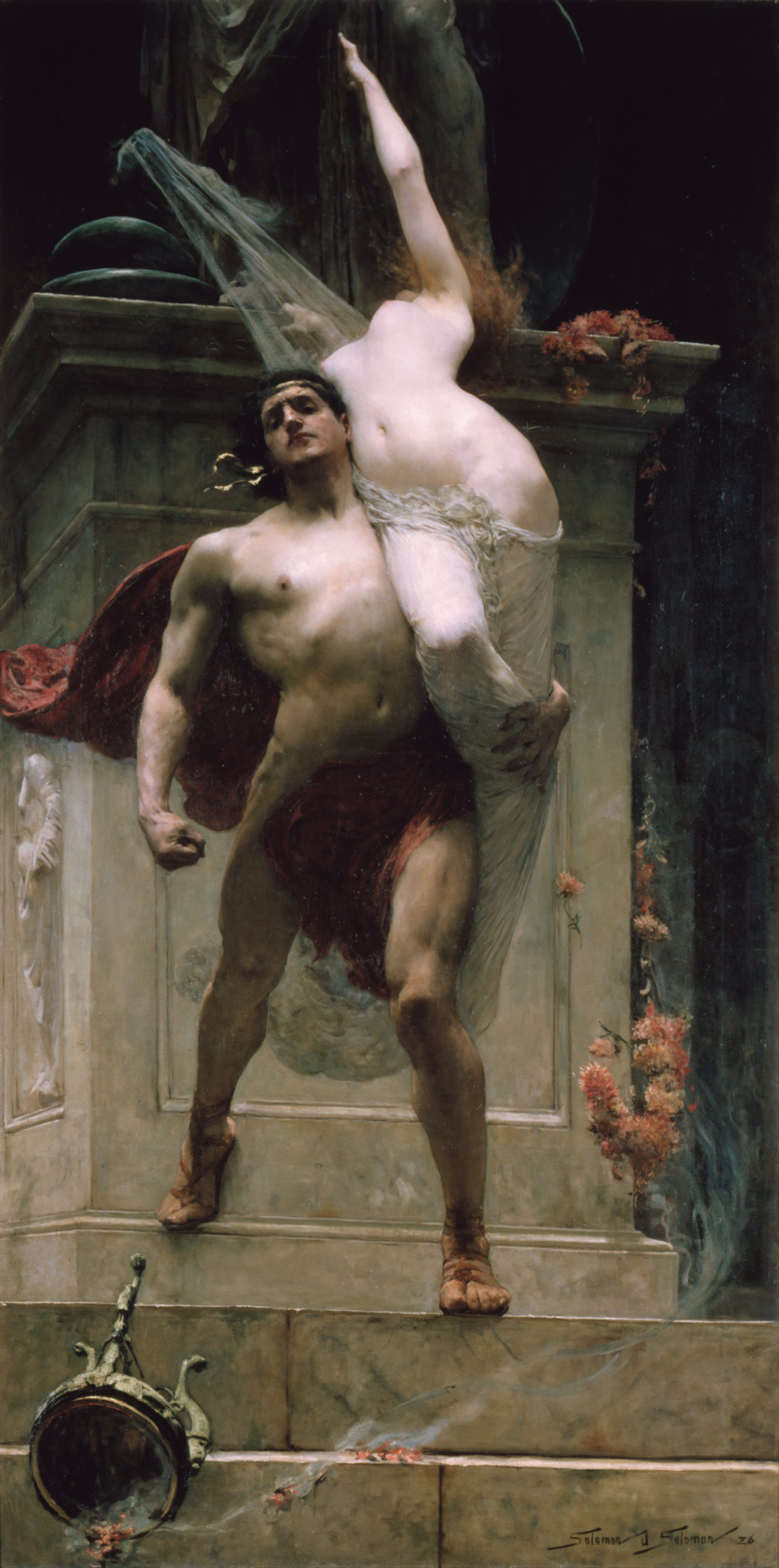
«Аякс и Кассандра», 1886
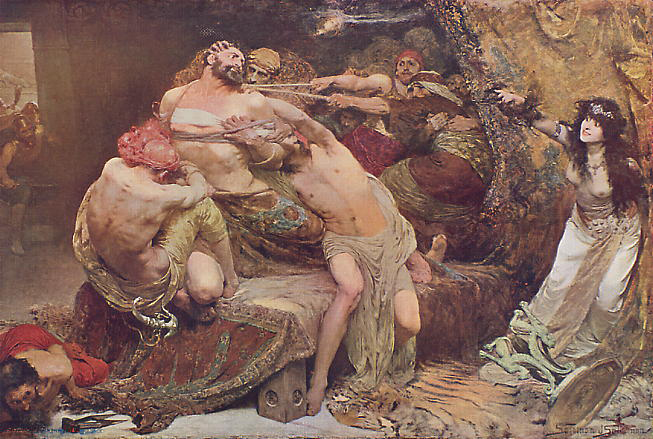
«Самсон и Далила», 1887
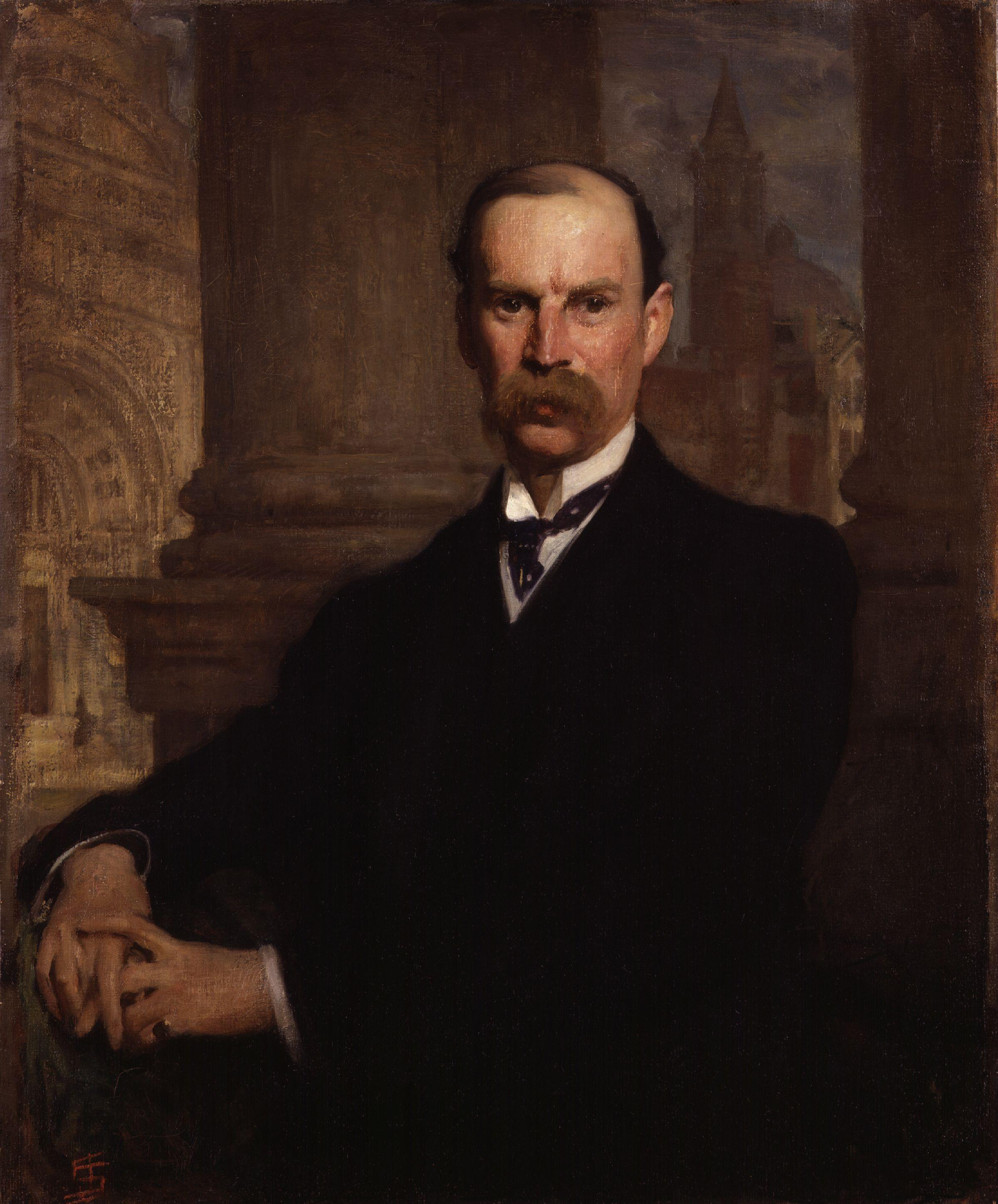
Портрет Астона Уэбба, ок. 1906
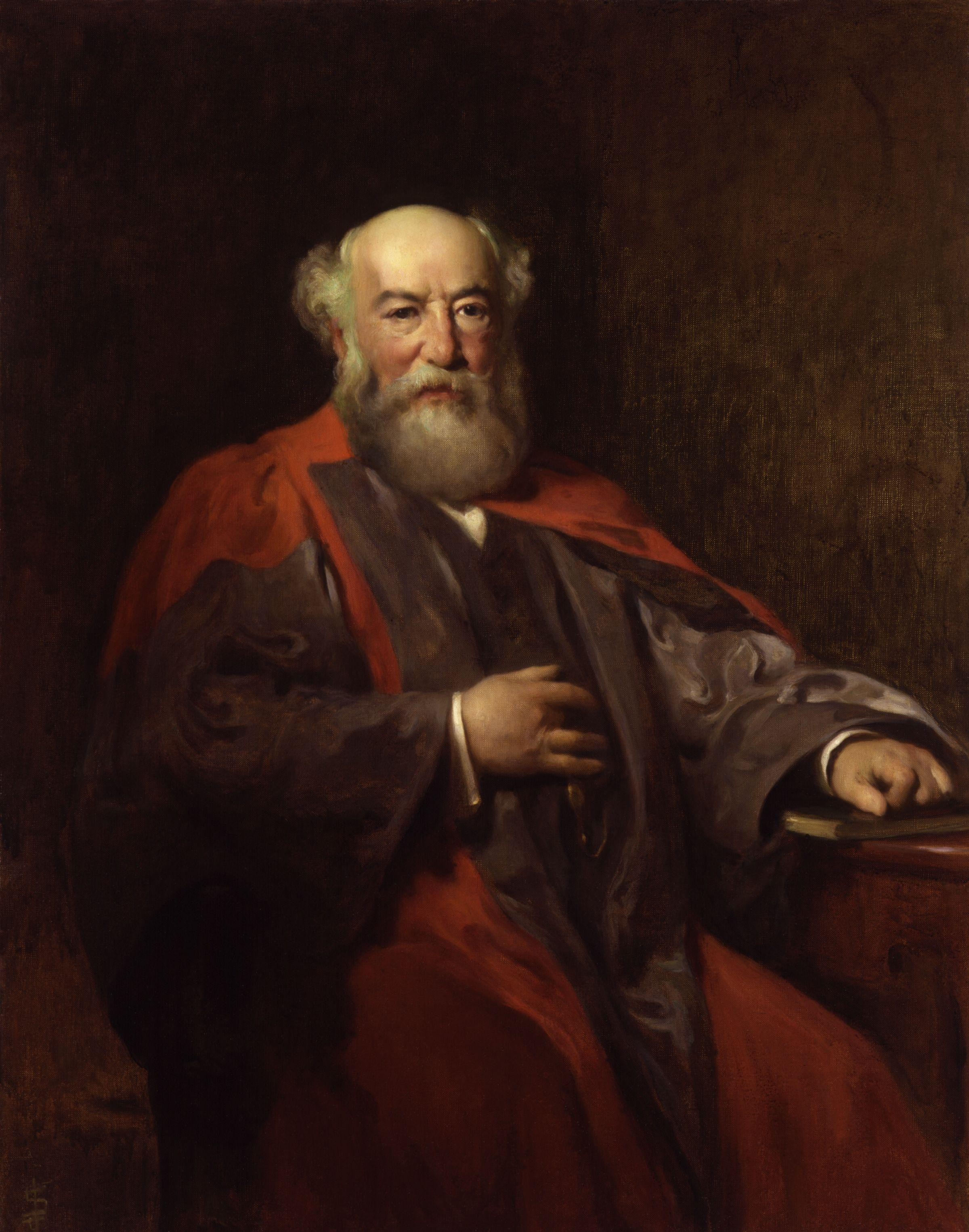
Портрет Людвига Монда, ок. 1909
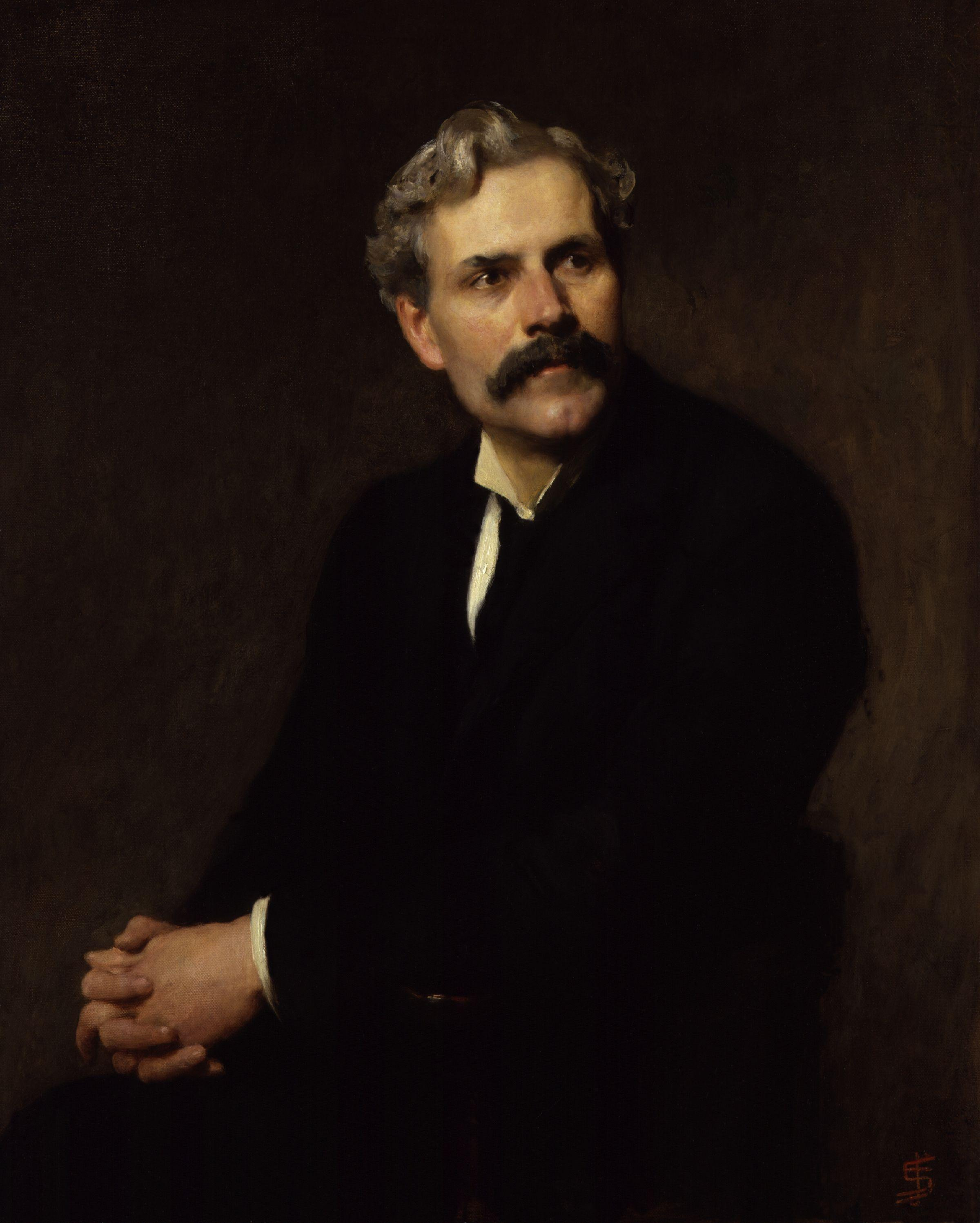
Портрет Джеймса Рамсея Макдональда, 1911
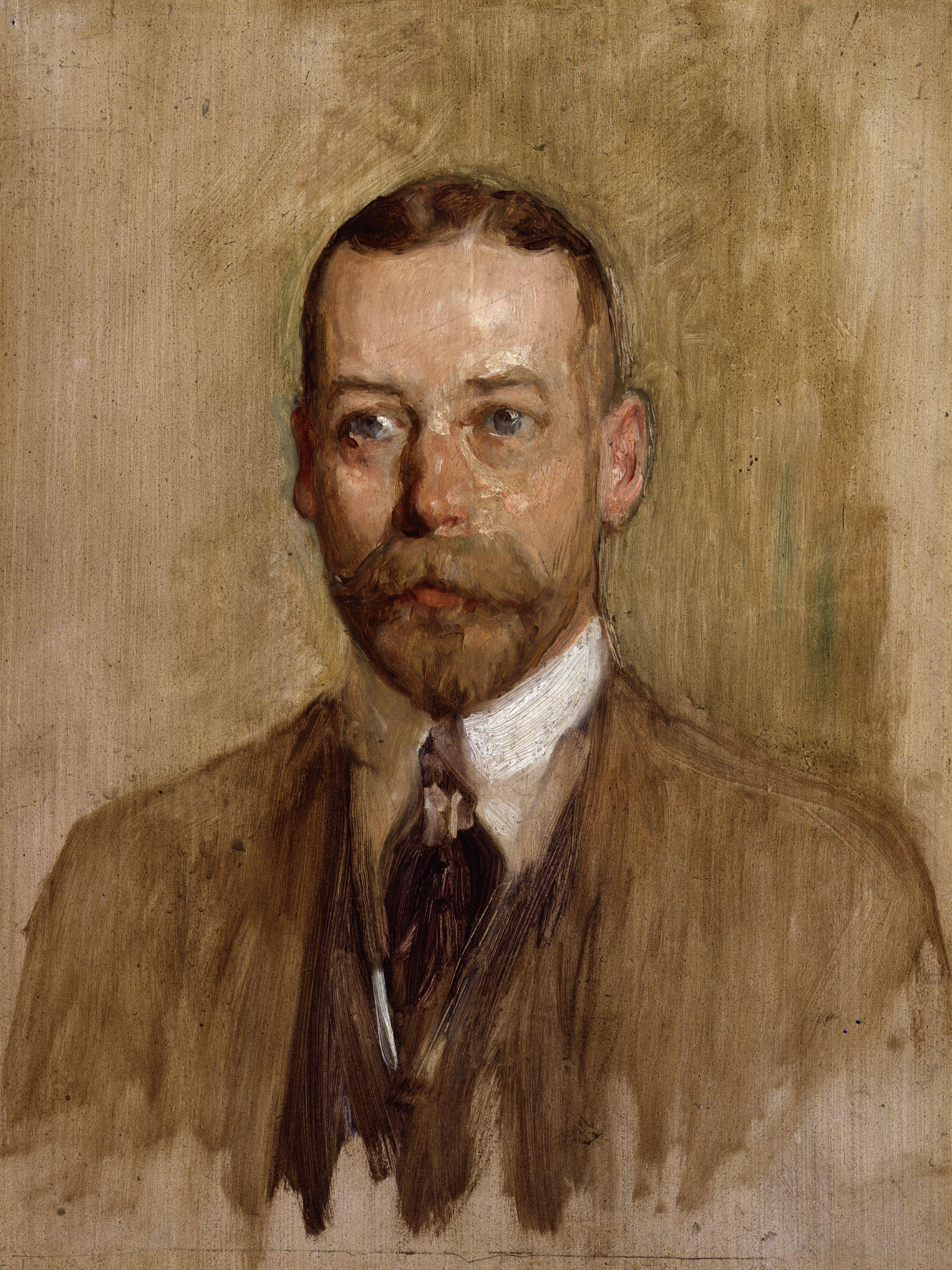
Портрет Георга V, 1914
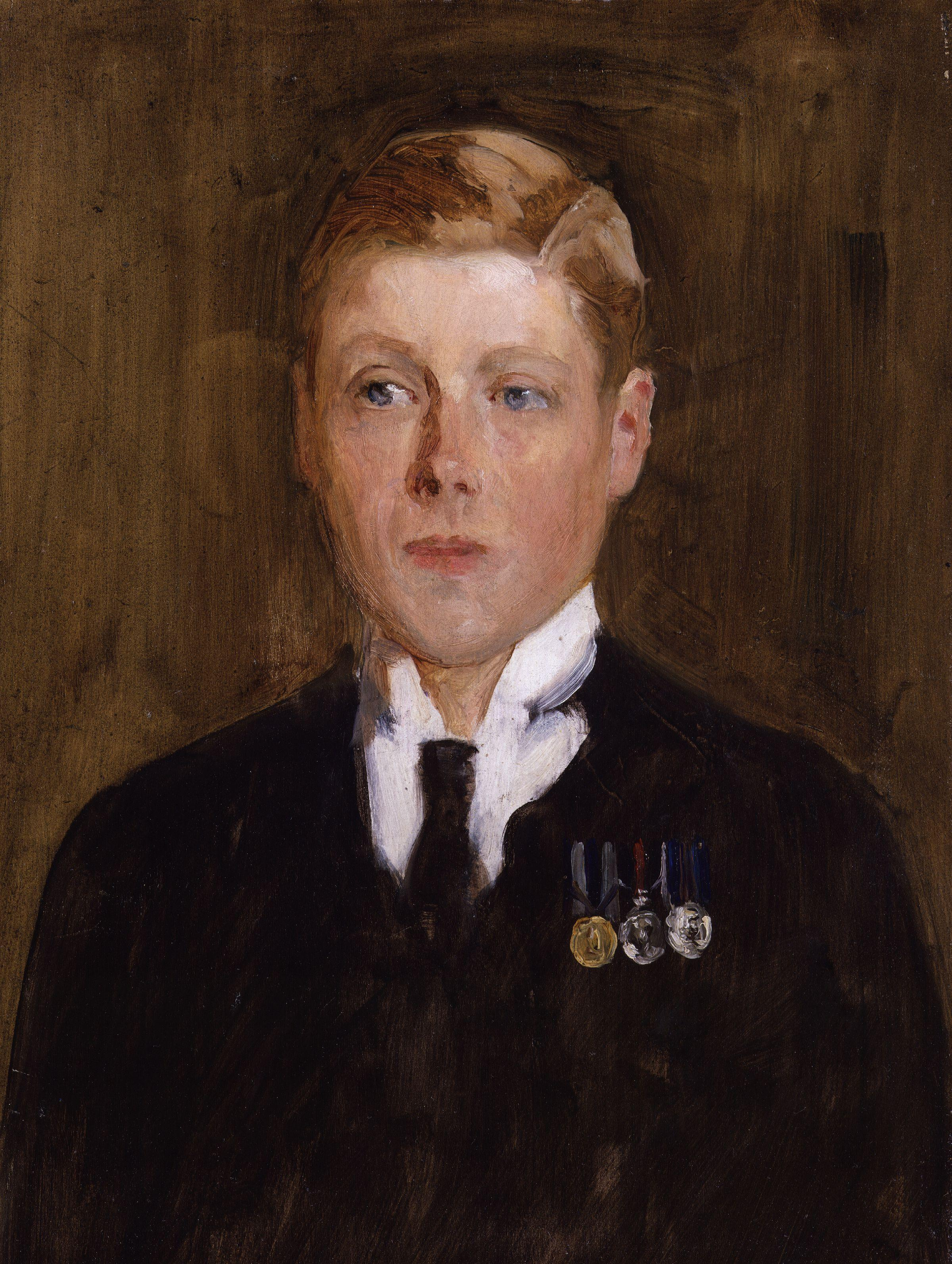
Портрет Эдуарда VIII, 1914
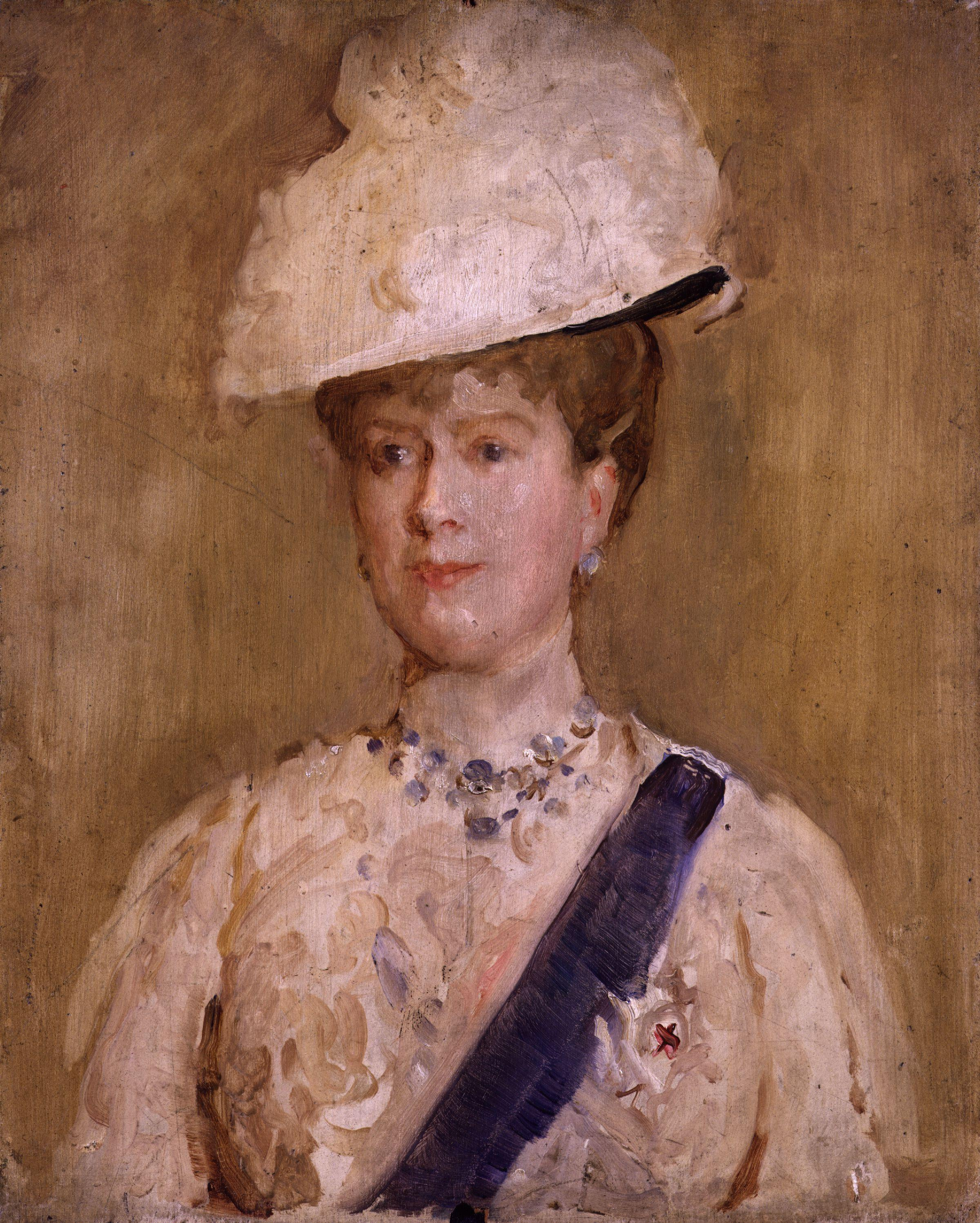
Портрет Марии Текской, ок. 1914

## Комментарии
1. ↑  Имеется в виду роль актрисы в постановке «Вторая миссис Танкерей»[англ.].